# Deirdre Connelly
Deirdre Connelly, née en 1961 à Porto Rico, est une femme d'affaires américaine. Depuis 2009, elle est chargée des opérations pharmaceutiques en Amérique du Nord pour GlaxoSmithKline (GSK). Connelly est la première femme à occuper ce titre, et une des deux seules femmes au sein de l'équipe de direction de GSK. 

## Biographie
Deirdre Connelly est née au sein d'une famille de neuf enfants, d'un père irlando-américain, Owen Connelly, et d'une mère portoricaine, Dolores Montecinos, à San Juan. Elle y passe les 18 premières années de sa vie. Elle prolonge ces études par une formation supérieure, commerciale et économique, en Pennsylvanie en 1983. 
Deirdre Connolly travaille ensuite chez Eli Lilly and Company pendant 24 ans, gravissant les échelons et passant progressivement de responsabilité dans les Caraïbes, à un cadre d'action mondial. En 1997, elle devient directrice des ventes régionales pour cette société dans les Caraïbes. En 2000, elle supervise la mise en œuvre d'une campagne de marketing mondiale pour un traitement de l'ostéoporose. Elle retourne ensuite sur les bancs de l'école, obtenant un diplôme de l'Advanced Management Program de l'université Harvard. De 2003 à 2004, reprenant ses fonctions au sein de Eli Lilly and Company, elle occupe un poste de directeur exécutif aux États-Unis. Elle supervise une reconfiguration de la force de vente de l'entreprise. Puis, elle devient présidente de la division américaine de Eli Lilly, du 1er juin 2005 à janvier 2009, avant de quitter cette firme pour GSK, premier groupe pharmaceutique britannique. 
À GSK, elle est chargée des opérations en Amérique du Nord pour GlaxoSmithKline (GSK), première femme à occuper ce poste. Confrontée à une forte concurrence mais aussi à l'offensive des assureurs maladie américains en vue de faire baisser les prix des médicaments, notamment dans les domaines du diabète et des maladies respiratoires, elle y engage fin 2014 un plan de restructuration. Connelly est une des deux seules femmes au sein de l'équipe de direction de GSK. Elle est membre de l'équipe de direction du groupe, et co-présidente du Conseil de gestion de portefeuille, ainsi que de la recherche et du développement.
En 2008, elle est nommée au sein d'une Commission du président Obama à la Maison-Blanche, aidant à sélectionner les boursiers de la Maison-Blanche. En avril 2010, elle est désignée Femme de l'année par l'Association des femmes d'affaires de la santé.